# Kaszczor (Rokitno)
Kaszczor – dawna wieś, obecnie część wsi Rokitno w województwie śląskim, w powiecie zawierciańskim, w gminie Szczekociny, nad rzeką Żebrówką, na południe od wsi Grabiec.
Gromadę Kaszczor utworzono 7 sierpnia 1937 w gminie Rokitno w powiecie włoszczowskim w woj. kieleckim. Zniesiono ją po wojnie, 18 stycznia 1949, włączając do gromady Grabiec.